# Deycimont
Deycimont is een gemeente in het Franse departement Vosges (regio Grand Est) en telt 263 inwoners (2005). De plaats maakt deel uit van het arrondissement Épinal.

## Geografie
De oppervlakte van Deycimont bedraagt 6,3 km², de bevolkingsdichtheid is 41,7 inwoners per km².
De onderstaande kaart toont de ligging van Deycimont met de belangrijkste infrastructuur en aangrenzende gemeenten.

## Demografie
Onderstaande figuur toont het verloop van het inwonertal (bron: INSEE-tellingen).